# Eoophyla leroii
Eoophyla leroii là một loài bướm đêm trong họ Crambidae.